# Teuschnitz
Teuschnitz – miasto w Niemczech, w kraju związkowym Bawaria, w rejencji Górna Frankonia, w regionie Oberfranken-West, w powiecie Kronach, siedziba wspólnoty administracyjnej Teuschnitz. Leży w Lesie Turyńskim, przy drodze B85.
Miasto położone jest 18 km na północ od Kronach, 38 km na wschód od Hof i 53 km na północny wschód od Bayreuth.

## Dzielnice
W skład miasta wchodzą trzy dzielnice: 
- Haßlach
- Rappoltengrün
- Wickendorf

## Historia
Pierwsze wzmianki o miejscowości pojawiły się w 1187, Teuschnitz otrzymało prawa miejskie w 1390.

## Polityka
Burmistrzem jest Gabriele Weber z CSU. Rada miasta składa się z 15 członków:
|      | CSU | SPD | Wolni Wyborcy | Razem     |
| 2002 | 8   | 5   | 2             | 15 miejsc |